# Forest-Montiers
Forest-Montiers és un municipi francès situat al departament del Somme i a la regió dels Alts de França. L'any 2007 tenia 390 habitants.

## Demografia

### Població

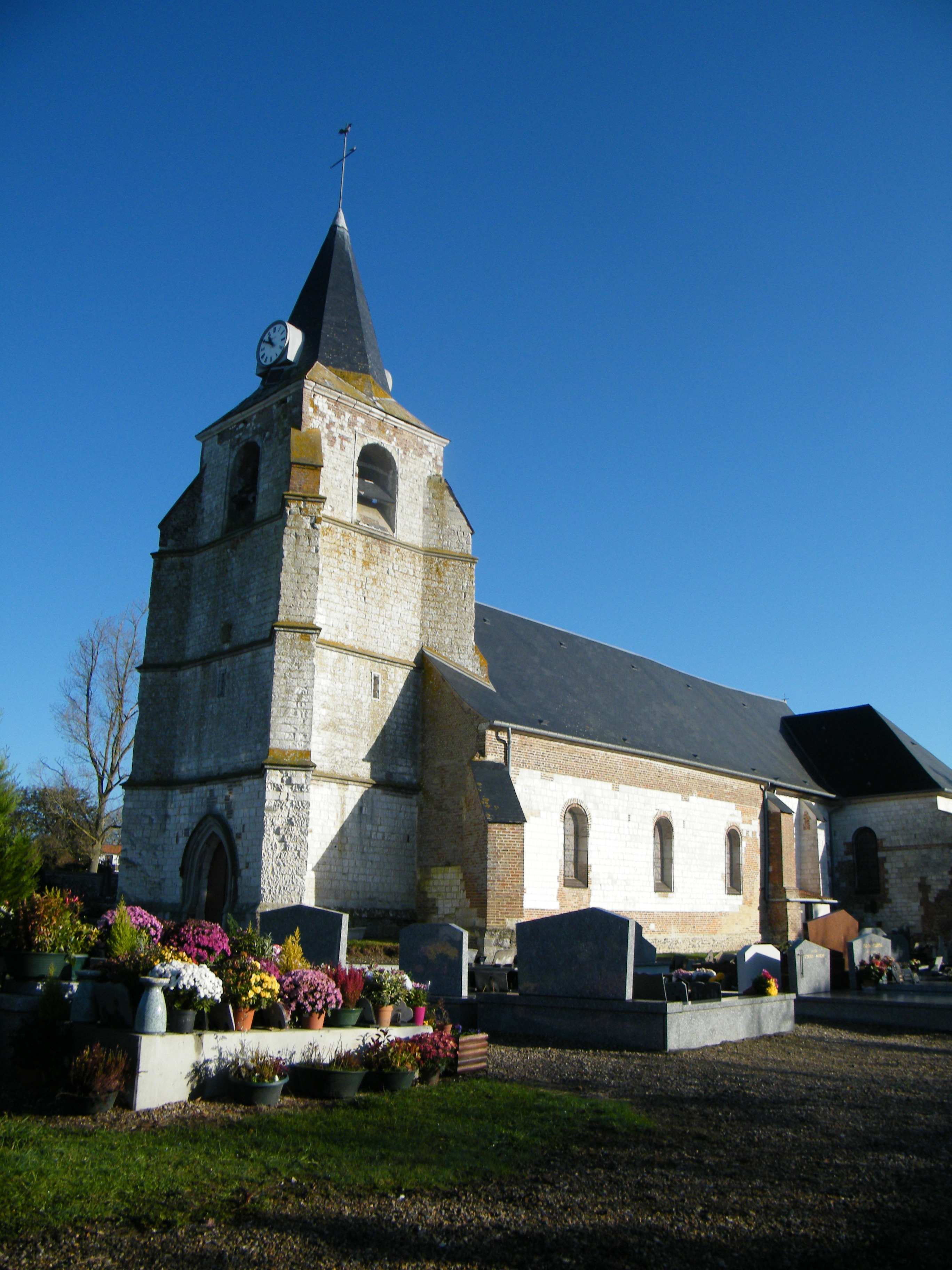

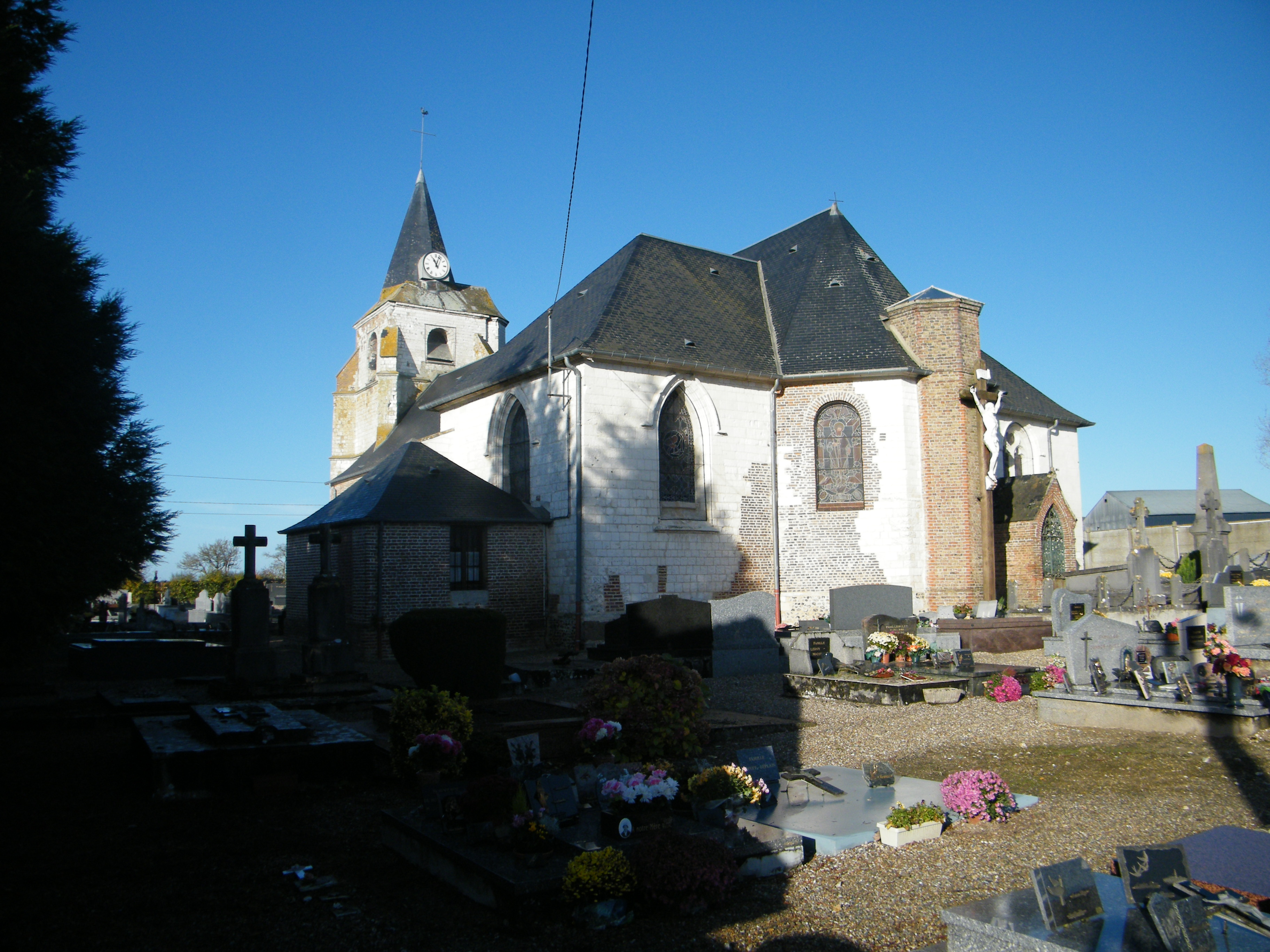

El 2007 la població de fet de Forest-Montiers era de 390 persones. Hi havia 150 famílies de les quals 34 eren unipersonals (15 homes vivint sols i 19 dones vivint soles), 34 parelles sense fills, 67 parelles amb fills i 15 famílies monoparentals amb fills.
La població ha evolucionat segons el següent gràfic:
Habitants censats

### Habitatges
El 2007 hi havia 184 habitatges, 153 eren l'habitatge principal de la família, 23 eren segones residències i 8 estaven desocupats. 173 eren cases i 8 eren apartaments. Dels 153 habitatges principals, 105 estaven ocupats pels seus propietaris, 44 estaven llogats i ocupats pels llogaters i 5 estaven cedits a títol gratuït; 2 tenien una cambra, 11 en tenien dues, 31 en tenien tres, 38 en tenien quatre i 71 en tenien cinc o més. 119 habitatges disposaven pel capbaix d'una plaça de pàrquing. A 68 habitatges hi havia un automòbil i a 68 n'hi havia dos o més.

### Piràmide de població

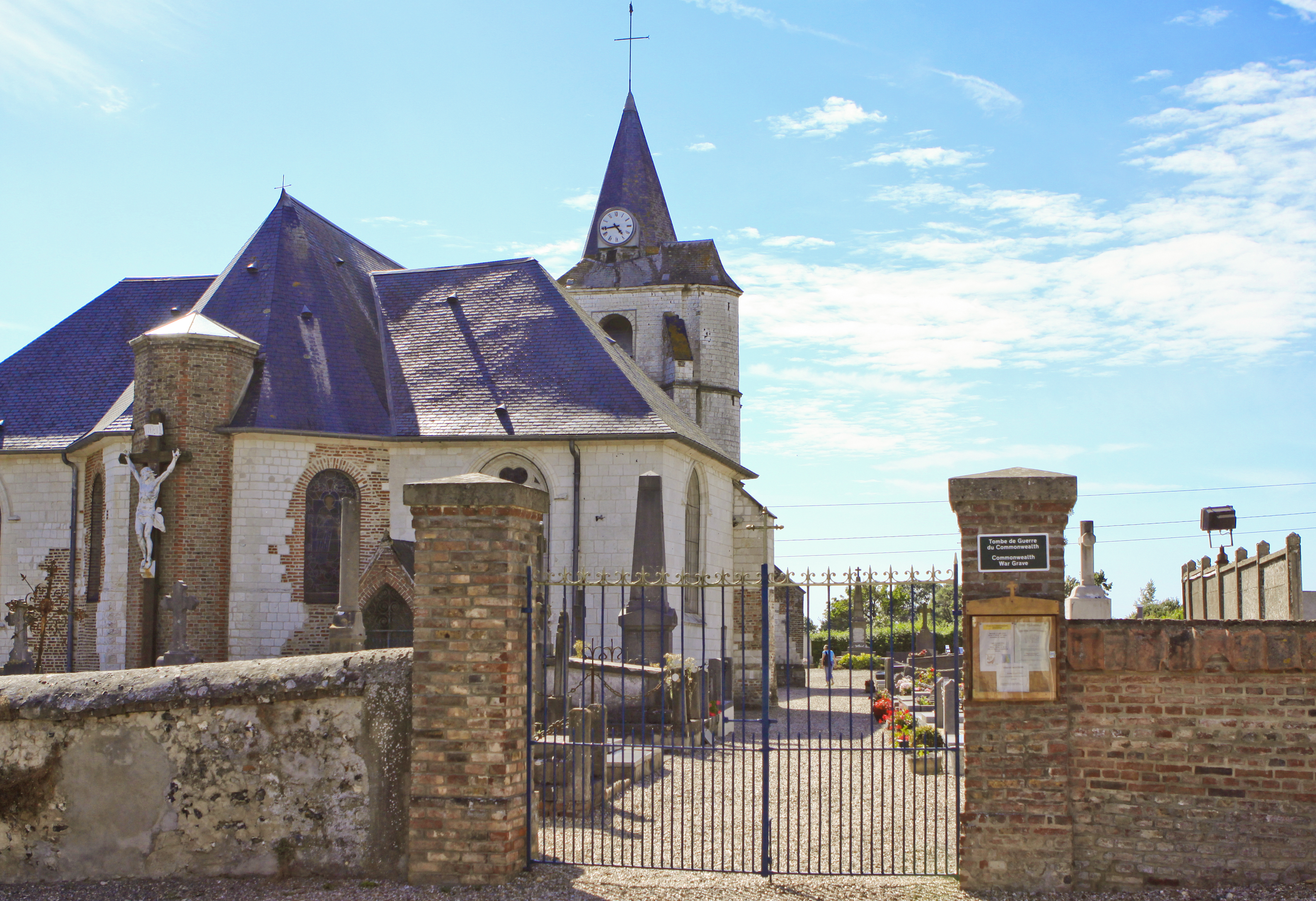

La piràmide de població per edats i sexe el 2009 era:
| Homes | Edats   | Dones |
| ----- | ------- | ----- |
| 0     | 95 o +  | 4     |
| 0     | 90 a 94 | 0     |
| 4     | 85 a 89 | 0     |
| 0     | 80 a 84 | 0     |
| 12    | 75 a 79 | 12    |
| 16    | 70 a 74 | 8     |
| 8     | 65 a 69 | 12    |
| 8     | 60 a 64 | 4     |
| 4     | 55 a 59 | 8     |
| 8     | 50 a 54 | 16    |
| 20    | 45 a 49 | 24    |
| 8     | 40 a 44 | 12    |
| 8     | 35 a 39 | 8     |
| 16    | 30 a 34 | 16    |
| 16    | 25 a 29 | 0     |
| 4     | 20 a 24 | 12    |
| 8     | 15 a 19 | 12    |
| 16    | 10 a 14 | 12    |
| 16    | 5 a 9   | 16    |
| 12    | 0 a 4   | 12    |

## Economia

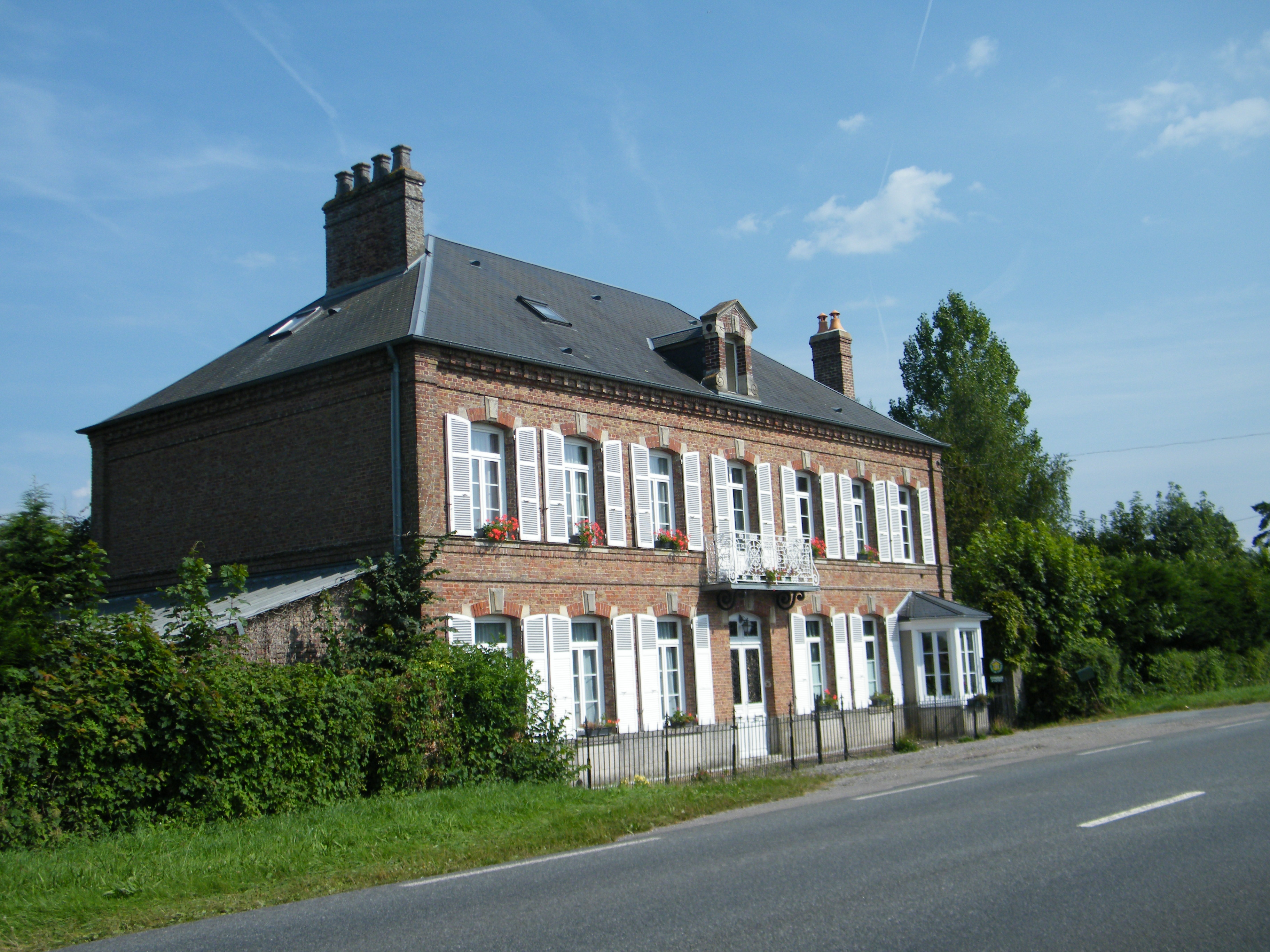

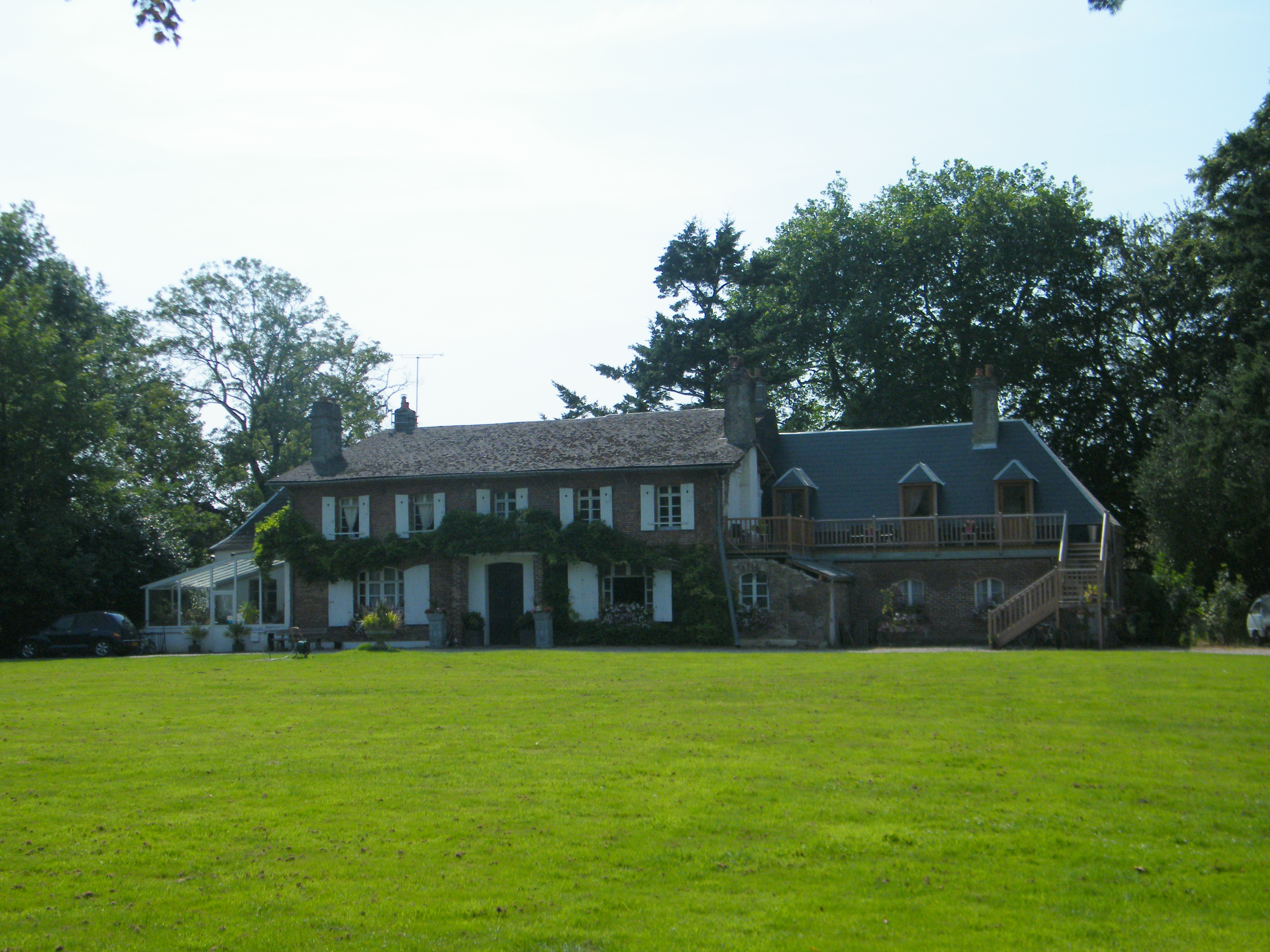

El 2007 la població en edat de treballar era de 253 persones, 190 eren actives i 63 eren inactives. De les 190 persones actives 161 estaven ocupades (91 homes i 70 dones) i 29 estaven aturades (12 homes i 17 dones). De les 63 persones inactives 21 estaven jubilades, 21 estaven estudiant i 21 estaven classificades com a «altres inactius».

### Ingressos
El 2009 a Forest-Montiers hi havia 162 unitats fiscals que integraven 409,5 persones, la mediana anual d'ingressos fiscals per persona era de 14.748 €.

### Activitats econòmiques
Dels 17 establiments que hi havia el 2007, 5 eren d'empreses de construcció, 1 d'una empresa de comerç i reparació d'automòbils, 1 d'una empresa de transport, 4 d'empreses d'hostatgeria i restauració, 3 d'empreses de serveis i 3 d'entitats de l'administració pública.
Dels 6 establiments de servei als particulars que hi havia el 2009, 1 era un paleta, 1 lampisteria, 2 empreses de construcció i 2 restaurants.

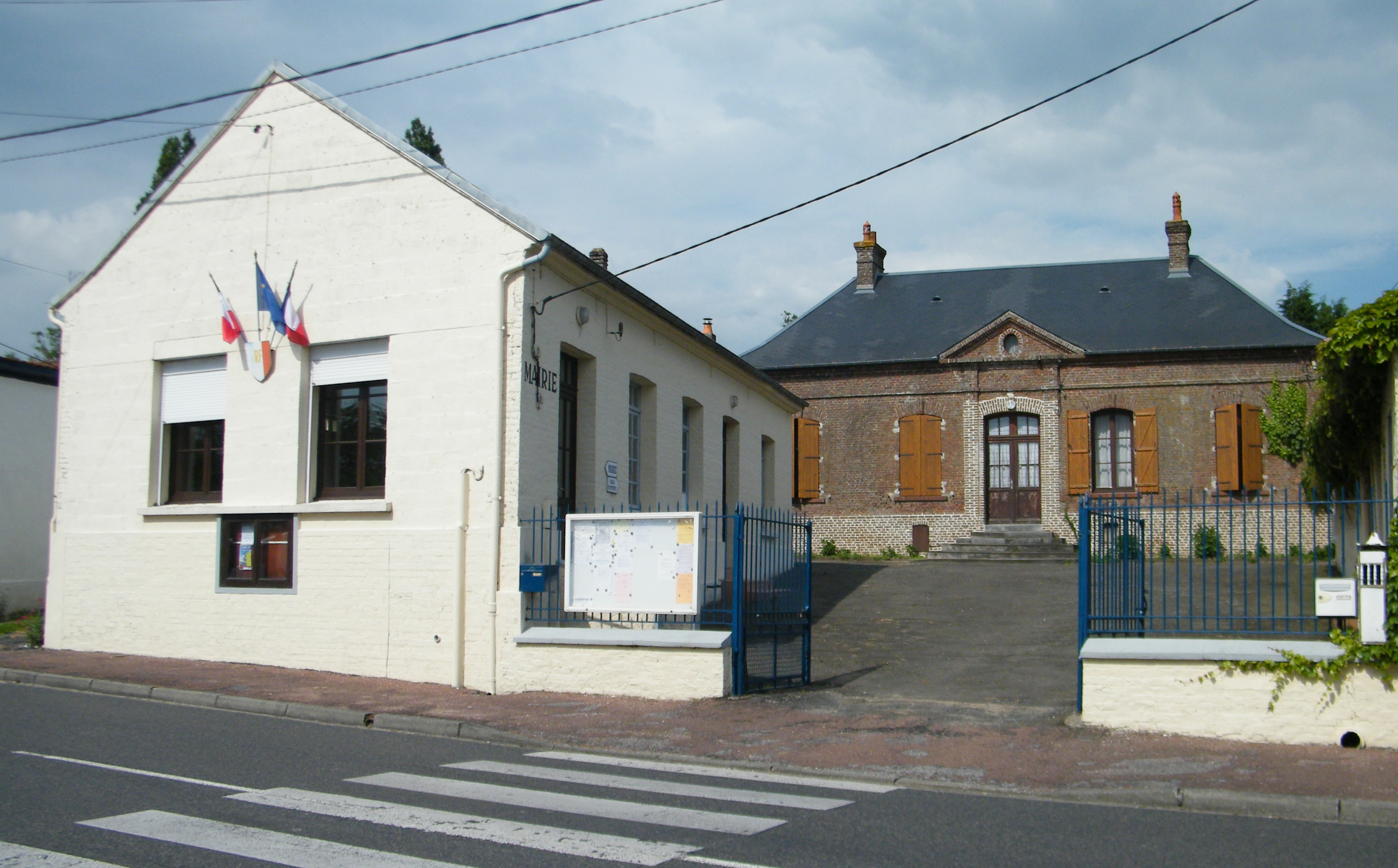

L'any 2000 a Forest-Montiers hi havia 10 explotacions agrícoles.

## Poblacions més properes

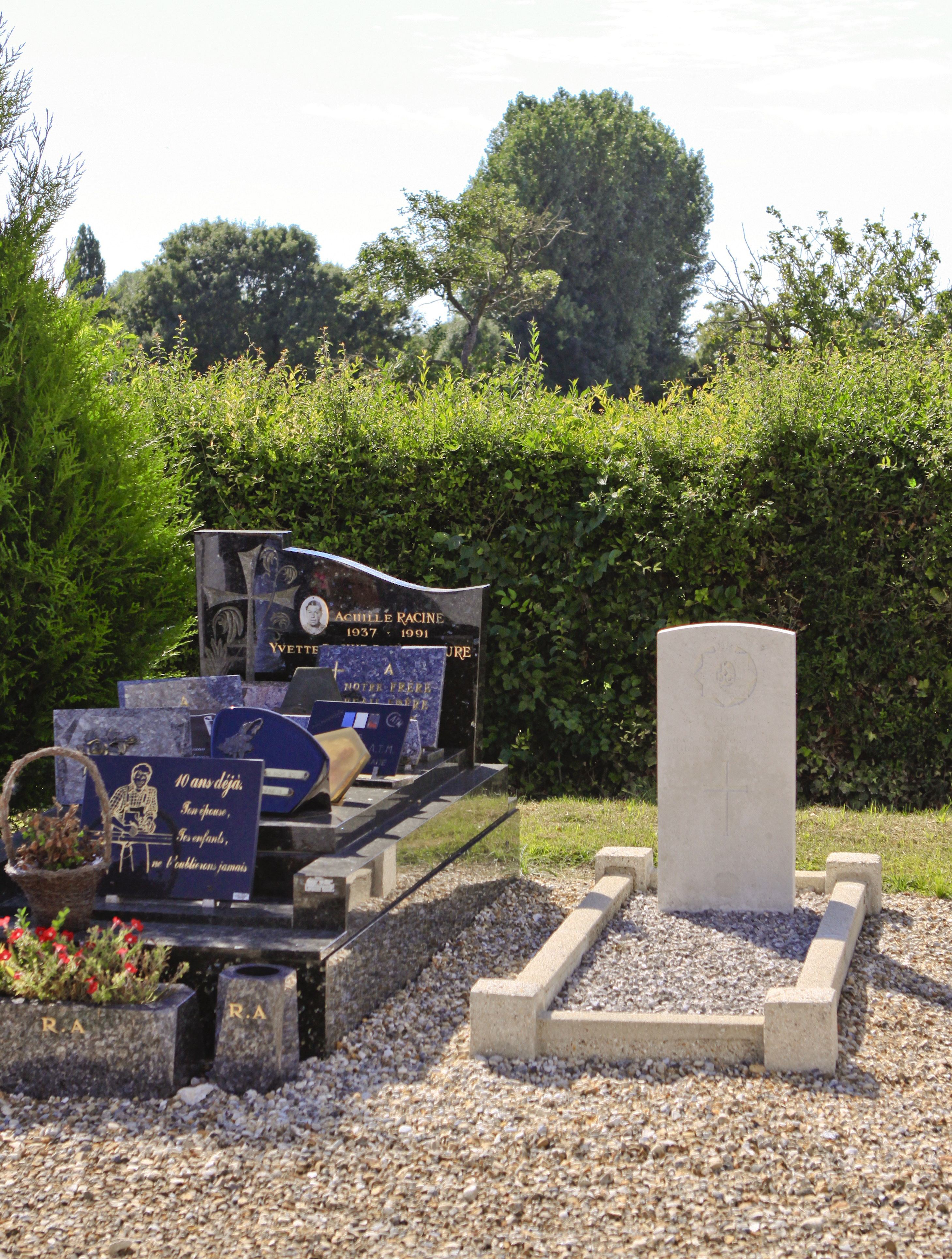

El següent diagrama mostra les poblacions més properes.